# Shirley Jackson Award
Shirley Jackson Awards – nagrody literackie nazwane na cześć Shirley Jackson w ramach uznania jej twórczości. Wręczane są za wybitne osiągnięcia w mrocznej fantastyce, horrorze i thrillerze psychologicznym na konwencie Readercon. Zwycięzcy wybierani są przez jury złożone z pisarzy, redaktorów, krytyków i pracowników naukowych. Przyznawane są za najlepszą pracę opublikowaną w poprzednim roku kalendarzowym w kategoriach: powieść, opowiadanie, nowela, miniatura literacka, kolekcja jednego autora i antologia. 
Po raz pierwszy nagrody zostały wręczone 20 lipca 2007 w Burlington w stanie Massachusetts. Jurorami byli John Langan, Sarah Langan, Paul G. Tremblay i F. Brett Cox, którzy wraz z JoAnn Cox utworzyli później zarząd.

## Lista zdobywców nagrody

### 2007
- Powieść: Generation Loss(inne języki) Elizabeth Hand
- Opowiadanie: Vacancy Lucius Shepard(inne języki)
- Nowela: The Janus Tree Glen Hirshberg(inne języki)
- Miniatura literacka: The Monsters of Heaven Nathan Ballingrud(inne języki)
- Zbiór opowiadań: The Imago Sequence and Other Stories Laird Barron(inne języki)
- Antologia: Inferno redagowane przez Ellen Datlow[3]

### 2008
- Powieść: The Shadow Year Jeffrey Ford
- Opowiadanie: Disquiet Julia Leigh
- Nowela: Pride and Prometheus John Kessel(inne języki)
- Miniatura literacka: The Pile Michael Bishop
- Zbiór opowiadań:The Diving Pool Yōko Ogawa
- Antologia: The New Uncanny redagowana przez Sarah Eyre i Ra Page'a[4]

### 2009
- Powieść: Big Machine Victor LaValle
- Opowiadanie: Midnight Picnic Nick Antosca(inne języki)
- Nowela: Morality Stephen King
- Miniatura literacka: The Pelican Bar Karen Joy Fowler
- Zbiór opowiadań: Tunneling to the Center of the Earth(inne języki) Kevin Wilson(inne języki)
- Zbiór opowiadań: Love Songs for the Shy and Cynical Robert Shearman
- Antologia: Poe: 19 New Tales Inspired by Edgar Allan Poe redagowane przez Ellen Datlow[5]

### 2010
- Powieść: Mr. Shivers(inne języki) Robert Jackson Bennett(inne języki)
- Opowiadanie: Mysterium Tremendum Laird Barron(inne języki)
- Nowela: Truth Is a Cave in the Black Mountains Neil Gaiman
- Miniatura literacka: The Things Peter Watts
- Zbiór opowiadań: Occultation Laird Barron(inne języki)
- Antologia: Stories: All New Tales redagowane przez Neila Gaimana i Ala Sarrantonio(inne języki)[6]

### 2011
- Powieść: Witches on the Road Tonight Sheri Holman(inne języki) (Grove Press(inne języki))
- Opowiadanie: Near Zennor Elizabeth Hand (A Book of Horrors, Jo Fletcher Books)
- Nowela: The Summer People Kelly Link (Tin House 49/Steampunk! An Anthology of Fantastically Rich and Strange Stories, Candlewick Press(inne języki))
- Miniatura literacka: The Corpse Painter’s Masterpiece M. Rickert(inne języki) (The Magazine of Fantasy and Science Fiction)
- Zbiór opowiadań: After the Apocalypse: Stories Maureen F. McHugh (Small Beer Press)
- Antologia: Ghosts by Gaslight, redagowane przez Jacka Dann(inne języki) i Nicka Geversa(inne języki) (Harper Voyager)[7]

### 2012
- powieść: Edge Kōji Suzuki (Vertical, Inc.)
- opowiadanie: Sky Kaaron Warren(inne języki) (Through Splintered Walls, Twelfth Planet Press)
- nowela: Reeling for the Empire Karen Russell (Tin House, Winter 2012)
- miniatura literacka: A Natural History of Autumn Jeffrey Ford (Magazine of Fantasy and Science Fiction)
- zbiór opowiadań: Crackpot Palace Jeffrey Ford (William Morrow)
- antologia: Exotic Gothic 4: Postscripts #28/29 pod redakcją Danela Olsona (PS Publishing)[8]

### 2013
- powieść: American Elsewhere Robert Jackson Bennett(inne języki) (Orbit)
- opowiadanie: Burning Girls Veronica Schanoes (Tor.com)
- nowela: Cry Murder! In a Small Voice Greer Gilman(inne języki) (Small Beer Press)
- miniatura literacka: 57 Reasons for the Slate Quarry Suicides Sam J. Miller(inne języki) (Nightmare Magazine, grudzień 2013)
- zbiór opowiadań: dwóch zwycięzców: Before and Afterlives Christopher Barzak(inne języki) (Lethe Press) oraz North American Lake Monsters Nathan Ballingrud(inne języki) (Small Beer Press)
- antologia: Grimscribe’s Puppets pod redakcją Josepha S. Pulvera, Sr. (Miskatonic River Press)[9]

### 2014
- powieść: Unicestwienie Jeff VanderMeer (FSG Originals)
- opowiadanie: We Are All Completely Fine Daryl Gregory (Tachyon)
- nowela: The End of the End of Everything Dale Bailey(inne języki) (Tor.com, kwiecień 2014)
- miniatura literacka: The Dogs Home Alison Littlewood(inne języki) (The Spectral Book of Horror Stories, Spectral Press)
- zbiór opowiadań: Gifts for the One who Comes After Helen Marshall (ChiZine Publications)
- antologia: Fearful Symmetries pod redakcją Ellen Datlow (ChiZine Publications)[10]

### 2015
- powieść: Experimental Film Gemma Files(inne języki) (ChiZine Publications)
- opowiadanie: Wylding Hall Elizabeth Hand (PS Publishing-UK/Open Road Media-USA)
- nowela: Even Clean Hands Can Do Damage Steve Duffy(inne języki) (Supernatural Tales #30, jesień)
- miniatura literacka: The Dying Season Lynda E. Rucker(inne języki) (Aickman’s Heirs)
- zbiór opowiadań: Bazar złych snów Stephen King (Scribner)
- antologia: Aickman’s Heirs pod redakcją Simona Strantzasa (Undertow Publications)[11]

### 2016
- powieść: Dziewczyny Emma Cline(inne języki) (Random House)
- opowiadanie: The Ballad of Black Tom Victor LaValle (Tor.com)
- nowela: Waxy Camilla Grudova(inne języki) (Granta)
- miniatura literacka: Postcards from Natalie Carrie Laben (The Dark)
- zbiór opowiadań: A Natural History of Hell Jeffrey Ford (Small Beer Press)
- antologia: The Starlit Wood pod redakcją Dominika Parisiena i Navah Wolfe (Saga Press)
- nagroda specjalna dla Ruth Franklin za biografię Shirley Jackson: A Rather Haunted Life[12]

### 2017
- powieść: The Hole Hye-young Pyun(inne języki) (Arcade Publishing)
- opowiadanie: Bezpieczna odległość Samanta Schweblin w tłumaczeniu Megan McDowell (Riverhead Books) oraz The Lost Daughter Collective Lindsey Drager(inne języki) (Dzanc Books)
- nowela: Take the Way Home That Leads Back to Sullivan Street Chavisa Woods(inne języki) (Things to Do When You’re Goth in the Country)
- miniatura literacka: The Convexity of Our Youth Kurt Fawver(inne języki) (Looming Low)
- zbiór opowiadań: Her Body and Other Parties Carmen Maria Machado (Graywolf Press)
- antologia: Shadows and Tall Trees Volume 7 pod redakcją Michaela Kelly (Undertow Publications)[13]

### 2018
- powieść: Little Eve Catriona Ward(inne języki) (Weidenfeld & Nicolson)
- opowiadanie: The Taiga Syndrome Cristina Rivera Garza(inne języki) (Dorothy)
- nowela: Help the Witch Tom Cox (Unbound)
- miniatura literacka: The Astronaut Christina Wood Martinez (Granta zima ’18)
- zbiór opowiadań: All the Fabulous Beasts Priya Sharma(inne języki) (Undertow)
- antologia: Robots vs Fairies pod redakcją Dominika Parisiena i Navah Wolfe (Saga)[14]

### 2019
- powieść: The Book of X Sarah Rose Etter(inne języki) (Two Dollar Radio)
- opowiadanie: Ormeshadow Priya Sharma(inne języki) (Tor.com)
- nowela: Luminous Body Brooke Warra (Dim Shores)
- miniatura literacka: Kali_Na Indrapramit Das(inne języki) (The Mythic Dream)
- zbiór opowiadań: Song for the Unraveling of the World Brian Evenson (Coffee House Press)
- antologia: The Twisted Book of Shadows pod redakcją Christophera Goldena i Jamesa A. Moore (Twisted Publishing)[15]

### 2020
- powieść: The Only Good Indians, Stephen Graham Jones(inne języki)
- opowiadanie: Night of the Mannequins, Stephen Graham Jones
- nowela: The Attic Tragedy, J. Ashley-Smith
- miniatura literacka: Not the Man I Married, R.A. Busby
- zbiór opowiadań: Velocities, Kathe Koja
- antologia: Black Cranes: Tales of Unquiet Women, pod red. Lee Murray(inne języki) i Geneve Flynn

### 2021
- powieść: My Heart is a Chainsaw, Stephen Graham Jones(inne języki)
- opowiadanie: Flowers for the Sea, Zin E. Rocklyn
- nowela: We, the Girls Who Did Not Make It, E. A. Petricone
- miniatura literacka: You’ll Understand When You're a Mom Someday, Isabel J. Kim
- zbiór opowiadań: Folk Songs for Trauma Surgeons, Keith Rosson(inne języki)
- antologia: 
  - Professor Charlatan Bardot’s Travel Anthology to the Most (Fictional) Haunted Buildings in the Weird, Wild World, pod red. Eric J. Guignard(inne języki)
  - Unfettered Hexes: Queer Tales of Insatiable Darkness, pod red. dave ring

### 2022
- powieść: 
  - The Devil Takes You Home, Gabino Iglesias(inne języki)
  - Where I End, Sophie White(inne języki)
- opowiadanie: What the Dead Know, Nghi Vo(inne języki)
- nowela: The Bone Lantern, Angela Slatter(inne języki)
- miniatura literacka: Pre-Simulation Consultation XF007867, Kim Fu(inne języki)
- zbiór opowiadań: We Are Here to Hurt Each Other, Paula D. Ashe
- antologia: The Hideous Book of Hidden Horrors, pod red. Doug Murano(inne języki)

### 2023
- powieść: The Reformatory, Tananarive Due(inne języki)
- opowiadanie: To the Woman in the Pink Hat, LaToya Jordan
- nowela: Six Versions of My Brother Found Under the Bridge, Eugenia Triantafyllou(inne języki)
- miniatura literacka: The First Mrs. Edward Rochester Would Like a Word, Laura Blackwell
- zbiór opowiadań: They Will Dream in the Garden, Gabriela Damián Miravete(inne języki)
- antologia: Aseptic and Faintly Sadistic, pod red. Jolie Toomajan(inne języki)

### 2024
- powieść: Curdle Creek, Yvonne Battle-Felton
- opowiadanie: Hollow Tongue, Eden Royce(inne języki)
- nowela: The Thirteen Ways We Turned Darryl Datson into a Monster, Kurt Fawver(inne języki)
- miniatura literacka: Three Faces of a Beheading, Arkady Martine
- zbiór opowiadań: Midwestern Gothic, Scott Thomas
- antologia: Why Didn’t You Just Leave, pod red. Nadia Bulkin(inne języki) i Julia Rios(inne języki)